# Geoffroy de Laval
Geofroy de Laval est évêque du Mans au XIIIe siècle, de 1231 à 1234.

## Biographie
Avant d'être élevé évêque, il avait été doyen de l'église cathédrale. Evêque, c'est sur ses instances que Thibault III de Mathefelon avait accordé la fondation du Port-Ringeard. C'est lui aussi qui procura au Mans les Frères-Mineurs. Il obtient que Guy V de Laval et Jeanne de Laval, son frère et sa sœur, se chargeassent des frais de leur établissement et fit lui-même la dédicace de l'église conventuelle, dans laquelle il choisit sa sépulture (1234).